# Pollachi
Pollachi là một thành phố và khu đô thị của quận Coimbatore thuộc bang Tamil Nadu, Ấn Độ.

## Địa lý
Pollachi có vị trí 10°40′B 77°01′Đ / 10,67°B 77,02°Đ Nó có độ cao trung bình là 293 mét (961 feet).

## Nhân khẩu
Theo điều tra dân số năm 2001 của Ấn Độ, Pollachi có dân số 88.293 người. Phái nam chiếm 50% tổng số dân và phái nữ chiếm 50%. Pollachi có tỷ lệ 79% biết đọc biết viết, cao hơn tỷ lệ trung bình toàn quốc là 59,5%: tỷ lệ cho phái nam là 83%, và tỷ lệ cho phái nữ là 74%. Tại Pollachi, 9% dân số nhỏ hơn 6 tuổi.